# Viļāni
Viļāni ( výslovnost) je město v Lotyšsku a správní centrum stejnojmenného kraje. V roce 2010 zde žilo 3468 obyvatel.